# Buluni járás

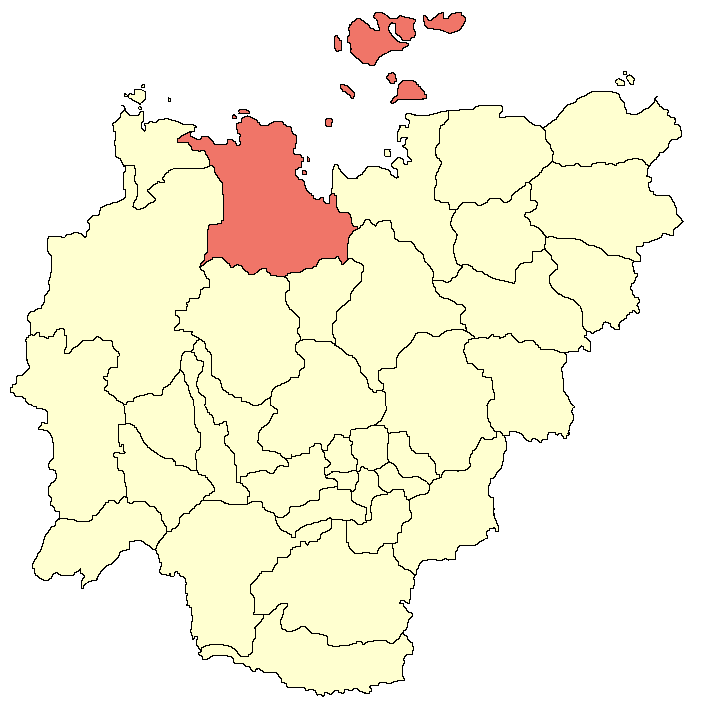
A Buluni járás Jakutföldön

A Buluni járás (oroszul Булунский улус, jakut nyelven Булуҥ улууһа) Oroszország egyik járása Jakutföldön. Székhelye Tyikszi.

## Népesség
- 1989-ben 17 257 lakosa volt.
- 2002-ben 9775 lakosa volt, melyből 3500 orosz (35,81%), 2345 evenk (23,99%), 2271 jakut (23,23%), 663 ukrán (6,78%), 607 even (6,21%), a többi más nemzetiségű.
- 2010-ben 9046 lakosa volt, melyből 2617 orosz, 2259 evenk, 2123 jakut, 1272 even, 331 ukrán stb.